# Berberysówka (Pasmo Bolechowickie)
Berberysówka (279 m n.p.m.) - częściowo zalesione wzniesienie pasma Bolechowickiego. Znajdują się tu stare wyrobiska górnicze gdzie pozyskiwano galenę. Na zachodnim zboczu góry, w kamieniołomie "Bolechowice", eksploatowane są złoża wapieni dewońskich. Początki wydobycia w tym miejscu sięgają XVI w. Po wschodniej stronie widoczne pozostałości po nieczynnym kamieniołomie "Zgórsko".